# سمرقندیق (شهرستان بادکند)
سمرقندیق (به لاتین: Samarkandyk) یک روستا در قرقیزستان است که در شهرستان بادکند واقع شده‌است. سمرقندیق ۵٬۴۴۲ نفر جمعیت دارد.